# Серия А банкнот Ирландии
Серия Банкнот A (ирл. Nótaí bainc sraith A) была введена Ирландией в 1928 году и была первой серией банкнот, созданной в этой стране; после этой серии вышли новые серии банкнот. Серия была в обращении с 1928 по 1977 годы и была заменена Серией В.

## Банкноты
Валютная комиссия Ирландии рассмотрела варианты дизайна и было принято решение отпечатать банкноты в Waterlow and Sons Limited, Лондон. Серия состояла из семи банкнот.
Доминирующей темой банкнот стали реки Ирландии, изображения рек взяты из литературы, хранящейся в Кастом-хаус в Дублине. Были выбраны реки в Ирландии и Северной Ирландии.
В 1943 году были сделаны изменения в дизайне банкнот. Надпись на банкнотах Комиссия была заменена на Центральный банк Ирландии (Banc Ceannais hÉireann НС).
Банкноты, отпечатанные в течение Второй мировой войны, были напечатаны с различными ошибками, большинство из них выявлены и изъяты из оборота. В 1971 году банкноты £ 1, 5 фунтов и 10 фунтов получили добавочную защиту — нить металла.
Каждая банкнота имела портрет женщины на лицевой стороне, как полагают, это была Леди Лавери — жена художника сэра Джона Лавери, которому было поручено разработать дизайн банкнот. Также банкноты содержали водяной знак Head of Erin.
| Изображение | Номинал | Размеры, в миллиметрах | Основной цвет    | дизайн реверса             | Выпущена         | Отменена         |
| ----------- | ------- | ---------------------- | ---------------- | -------------------------- | ---------------- | ---------------- |
|             | 10s     | 78 × 138               | Красный          | река Блэкуотер в Манстере. | 10 сентября 1928 | 6 июня 1968      |
|             | £1      | 84 × 151               | Зеленый          | река Ли                    | 10 сентября 1928 | 30 сентября 1976 |
|             | £5      | 92 × 165               | Коричневый       | река Лаган                 | 10 сентября 1928 | 5 сентября 1975  |
|             | £10     | 108 × 191              | Синий            | река Банн                  | 10 сентября 1928 | 2 декабря 1976   |
|             | £20     | 114 × 203              | Красный          | река Бойн                  | 10 сентября 1928 | 24 марта 1976    |
|             | £50     | 114 × 203              | Розовато-лиловый | Река Ли и река Шаннон      | 10 сентября 1928 | 4 апреля 1977    |
|             | £100    | 114 × 203              | Оливковый        | река Шаннон и река Эрн     | 10 сентября 1928 | 4 апреля 1977    |